# دينيسي ديلون
دينيسي ديلون (بالإنجليزية: Denise Dillon)‏ هي مدربة كرة سلة أمريكية، ولدت في 22 سبتمبر 1973.